# Martynian (imię)
Martynian – imię męskie pochodzenia łacińskiego. Istnieją święci patroni tego imienia.
W Polsce imię występuje od XVIII w. pozostając imieniem rzadkim. W styczniu 2024 w rejestrze PESEL, wśród publicznie dostępnych danych dotyczących osób żyjących, wykazano 91 mężczyzn o imieniu Martynian nadanym jako imię pierwsze oraz 24 mężczyzn noszących imię Martynian jako imię drugie. Dla porównania, najczęściej nadane jako męskie imię pierwsze – Piotr, nosi 689313 osób.
Martynian imieniny obchodzi 2 stycznia, 13 lutego, 2 lipca i 16 października.

## Imię Martynian w innych językach[6]
- łacina – Martinianus
- angielski – Martinianus
- czeski – Martinián
- francuski – Martinien
- hiszpański – Martiniano
- niemieckl – Martinianus
- rosyjski – Martinian
- słowacki – Martinián
- słoweński – Martinjan, Martinijan
- włoski – Martiniano.